# بجع دلماسي
البجع الدلماسيّ أو البجع البلقاني أو بجع دلماشيا أو البَجَع الأشقح هو نوع من الطيور ينتمي إلى فصيلة البجع، ويعد أكبر أنواعها على الإطلاق. يقطن في منطقة تمتدُّ من جنوب شرقي أوروبا إلى الهند والصين، في بيئات المستنقعات والبحيرات الضّحلة، وهو يبني أعشاشه من أكوام الأعشاب الجافّة.

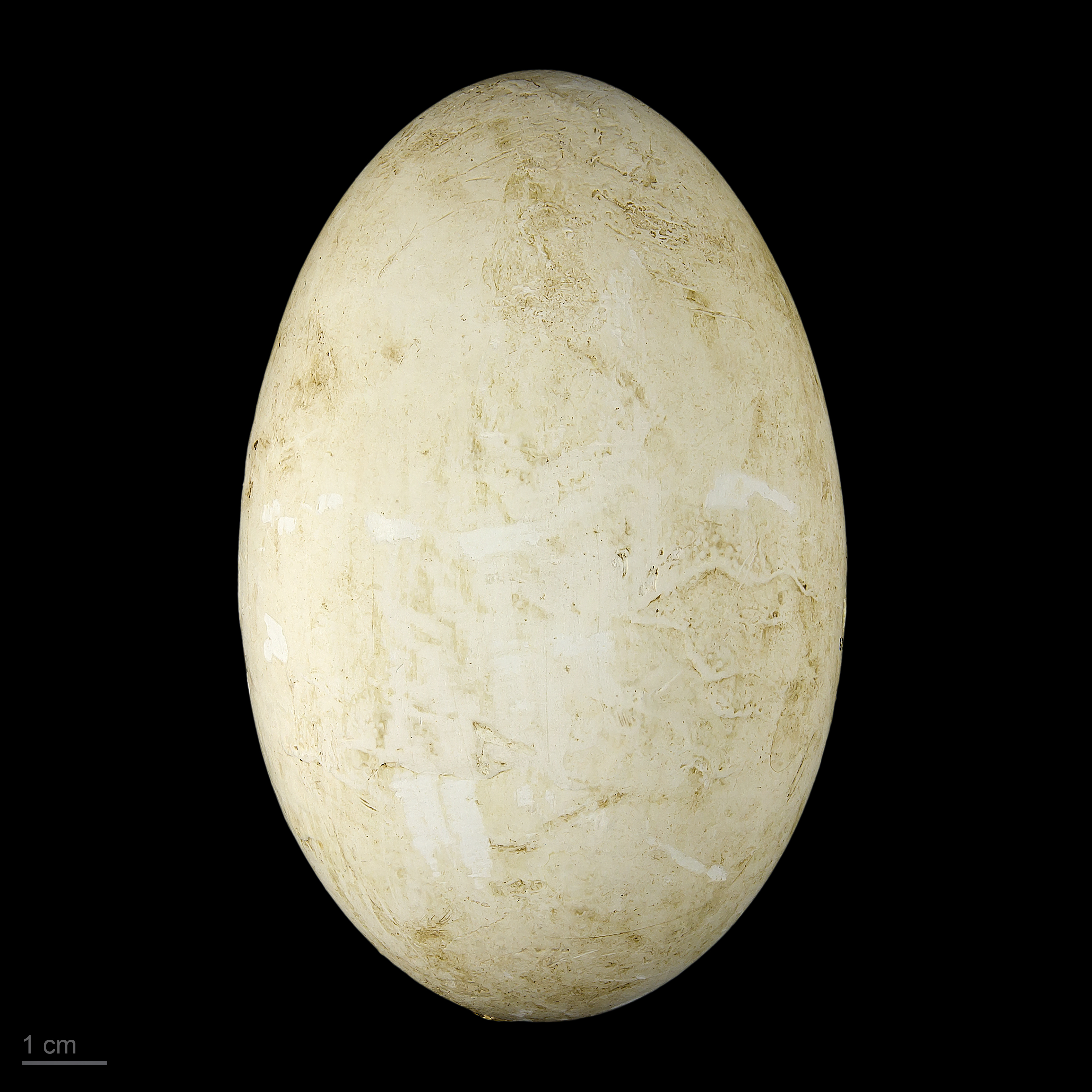
بيضة البجع الأشقح

يُعَدُّ هذا الطائر أكبر طيور البجع على الإطلاق، إذ يبلغ طوله بالمتوسّط 160 إلى 180 سنتيمتراً، ووزنه 11 إلى 15 كيلوغراماً، وباع جناحيه أكثر من ثلاثة أمتار. كما أنه يعد بمتوسط وزنه البالغ 11.5 كيلوغراماً أثقل الطيور القادرة على الطيران بالوزن المتوسط، مع أن ذكور الحباري والإوز العراقي الضخمة يمكن أن تفوقه في الوزن الكليّ.
يختلف هذا الطائر عن البجع الأبيض الكبير في أنَّ لديه شعر عنق مجعَّد، وسيقاناً رمادية، وريشاً أبيض مائل إلى الرمادي (بدلاً من أبيض ناصع)، كما أن فكَّه السفليَّ يُصبح أحمر اللون في موسم التزاوج. أما البجع الدلماسي اليافع فيكون لون ريشه رمادياً، وهو لا يملك خطاً زهرياً من الريش على وجهه كالبجع الأبيض الكبير اليافع، والذي يملك أيضاً ريشاً أدكن لوناً من ريش البجع الدلماسي اليافع.
يُهاجر البجع الدلماسي مسافات قصيرة فقط. وهو يحلق على ارتفاعات كبيرة، ويطير في أسراب. غير أنه يبقي رقبته منتصبة عندما لا يكون في وضعية الطيران، مثل البلشونيات. يتغذى البجع الدلماسي بشكل أساسيّ على السمك، الذي يصطاده بالتحليق فوق المسطحات المائية وجرفها بفمه، مبتلعاً الأسماك مع كميات هائلة من المياه.
انحدرت أعداد البجع الدلماسي - مثله في ذلك مثل البجع الأبيض - جرَّاء تدمير بيئته الطبيعية والصيد الجائر.[بحاجة لمصدر] في سنة 1994 كان يوجد منه 2,000 طائر يتكاثرون في أوروبا، معظمهم في أوكرانيا وروسيا ومقدونيا واليونان ورومانيا وبلغاريا وألبانيا. وقد كان البجع الدلماسي أيضاً واحداً من الطيور التي شملتها اتفاقية حماية الطيور المهاجرة الأفرو-أوراسية.
لا توجد تحت أنواع معروفة لهذا الطائر، لكن بناءً على اختلاف الحجم بينه وبين البجع الدلماسي الذي عاش خلال الهصر البلستوسينيّ (والمستخرجة أحافيره من بنغادي بأذربيجان)، فقد وصف له تحت نوع منفصل باسم «البجع الدلماسي قبل التاريخيّ» (باللاتينية: Pelecanus crispus palaeocrispus palaeocrispus).